# Брагский обряд
Брагский обряд (лат. ritus Bracarensis) — один из западных литургических обрядов, используется в архиепархии города Брага в Португалии.

## История
Появление брагского обряда датируется VI веком. Почти с самого момента появления он начал испытывать сильное влияние и давление как со стороны римского обряда, так и со стороны мосарабского. В период VII—VIII веков брагский обряд был почти полностью поглощён мосарабским. На протяжении XI—XIV веков, когда мосарабский обряд, в свою очередь, повсеместно заменялся римским, черты брагского обряда были полностью утеряны.
Обряд начал возрождаться в XIV—XV веках. В 1570 г. папа Пий V официально разрешил использовать на территории брагской епархии элементы брагского обряда в литургии.
Однако борьба сторонников брагского обряда со сторонниками унификации богослужения на основе латинского обряда продолжалась вплоть до XX века, когда в 1918 обряд был официально разрешён Ватиканом.

## Особенности
Внешние отличия от латинского обряда незначительны. Чин мессы схож с латинским, однако имеет ряд отличий, в частности другой порядок провозглашения обращений к Богородице, возношения хостии, есть отличия в молитвах священника. В брагском обряде совершается коленопреклонение при каждом упоминании имени Иисуса во время евангельских чтений.
Есть отличия от латинского обряда и в литургическом календаре, в частности есть несколько богородичных праздников (обручение Богородицы, радость Девы Марии и т. д.), отсутствующих в латинском обряде.